# Latim eclesiástico
O latim eclesiástico (algumas vezes denominado latim da Igreja ou latinório) é o latim usado pela Igreja Católica Romana em todos os períodos para propósitos eclesiásticos. Pode ser distinguido do latim clássico por algumas variações léxicas, uma sintaxe simplificada em alguns casos e, comumente, uma pronúncia à italiana. Surge em diversos contextos, incluindo obras teológicas, ritos litúrgicos e proclamações dogmáticas, e em diversas formas: tão sintaticamente simples como na Bíblia Vulgata e na hierática como no Cânone Romano da Missa do Rito Romano, técnica como na Suma Teológica de São Tomás de Aquino, e cicerônica como na encíclica do Papa João Paulo II Fides et Ratio. Na antiguidade e na Idade Média a audiência alvo ou uso determinava o estilo utilizado pelo escritor eclesiástico; nos dias de hoje, depende do contexto.

## Escopo e uso
A Igreja publicou as definições dogmáticas dos primeiros sete concílios ecumênicos em grego, e mesmo em Roma o grego mantinha-se como a primeira língua da liturgia e a língua na qual os primeiros papas escreveram. (De fato, durante a República Tardia e o início do Império, os cidadãos romanos cultos eram geralmente fluentes em grego, embora negócios de estado fossem conduzidos em latim. Os livros que eventualmente tornar-se-iam o Novo Testamento foram originalmente escritos em grego e apenas posteriormente traduzidos para o latim.)
A Santa Sé usa o latim como sua língua oficial e poderia, em teoria, mudar esta prática. Entretanto, esta mudança não é provável num futuro próximo. Sendo uma língua morta o latim têm a vantagem de que o sentido de suas palavras possui uma chance menor de mudar radicalmente através dos séculos. Isto auxilia na manutenção da precisão teológica e no resguardo da ortodoxia. Em concordância com isto, papas recentes reafirmaram a importância do latim para a Igreja e em particular para aqueles que se dedicam ao estudo eclesiástico.
No Brasil, foi lançado o livro Aprendendo Latim Eclesiástico, um livro ao mesmo tempo didático e contemplativo, que conduz o leitor iniciante ao básico do latim da Igreja.